# 高崎俊夫
高崎 俊夫（たかさき としお、1954年 - ）は、編集者、フリーライター、映画評論家。福島県出身。
「スターログ」編集部、「月刊イメージフォーラム」編集部、美術雑誌「一枚の繪」編集部、ビデオ業界誌『AVストア』の編集長を経て、フリーの編集者に。おもに映画関連の単行本を手がける。「キネマ旬報」「CDジャーナル」「ジャズ批評」などに寄稿。

## 著書
- 『祝祭の日々: 私の映画アトランダム』国書刊行会 2018年

### 主な編書
- ロバート・アルトマン、デヴィッド・トンプソン／川口敦子訳『ロバート・アルトマン わが映画、わが人生』（キネマ旬報社）
- 山崎忠昭『日活アクション無頼帖』（ワイズ出版）
- 中条省平『中条省平の秘かな愉しみ』（清流出版）
- 中条省平『中条省平は二度死ぬ！』（清流出版）
- ジョン・ヒューストン／宮本高晴訳『王になろうとした男 ジョン・ヒューストン』（清流出版）
- 三谷礼二『オペラとシネマの誘惑』（清流出版）
- 花田清輝『ものみな映画で終わる 花田清輝映画論集』（清流出版）
- 武田泰淳『タデ食う虫と作家の眼 武田泰淳の映画バラエティ・ブック』（清流出版）
- 菊池寛『昭和モダニズムを牽引した男 菊池寛の文芸・演劇・映画エッセイ集』（清流出版）
- 虫明亜呂無『女の足指と電話機 回想の女優たち』（清流出版）、中公文庫で再刊
- 虫明亜呂無『仮面の女と愛の輪廻』（清流出版）
- 虫明亜呂無『むしろ幻想が明快なのである　虫明亜呂無レトロスペクティブ』（ちくま文庫）
- 徳川夢声『徳川夢声の小説と漫談これ一冊で』（清流出版）
- 芝山幹郎『映画は遊んでくれる』（清流出版）
- 大島渚『わが封殺せしリリシズム』（清流出版）、中公文庫で再刊
- 『新しき土－原節子 小杉勇 早川雪洲 伊丹万作 アーノルド・ファンク : 劇場パンフレット』青木眞弥と編 キネマ旬報社 2012
- 山川方夫『親しい友人たち : 山川方夫ミステリ傑作選』創元推理文庫 2015
- 芦川いづみ『愁いを含んで、ほのかに甘く』朝倉史明と編、文藝春秋 2019
- 堀越謙三『インディペンデントの栄光　ユーロスペースから世界へ』筑摩書房 2022

## インタビュアーとしての仕事
- 東京フィルメックスで来日していた映画監督ニン・インにインタビュー。『文學界』2006年3月号に掲載。
- 『文學界』2016年11月号に荒木一郎へのインタビュー掲載。